# Jules Gouffé

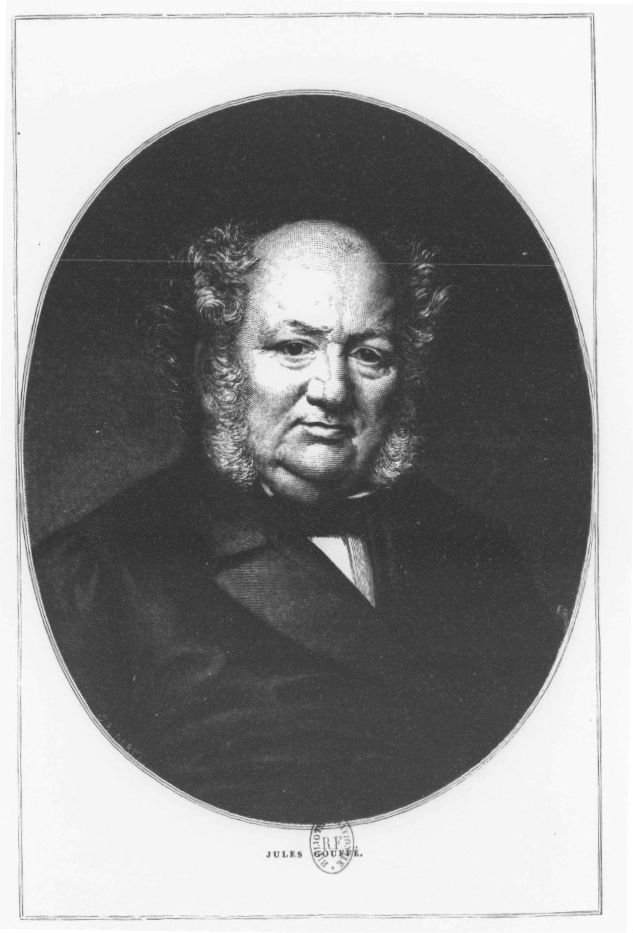
Jules Gouffé Porträt aus „Le Livre de Pâtisserie“

Jules Gouffé (auch Julius Gouffé; * 1807 in Paris; † 28. Februar 1877 in Neuilly-sur-Seine) war einer der berühmtesten französischen Köche und Pâtissiers des 19. Jahrhunderts, sein Kochbuch Livre de cuisine ist eines der bekanntesten französischen Kochbücher.

## Leben
Sein Vater Louis Gouffé war Konditor in Paris, dessen drei Söhne traten alle in seinen Beruf ein. Im Alter von 16 Jahren war Jules schon so talentiert, dass er die Präsentationsstücke für das Schaufenster im Geschäft des Vaters anfertigen konnte. Eines Tages fielen seine piéces monteés einem Passanten auf, dem berühmten Koch und Konditor Marie-Antoine Carême, der Jules sofort für seine Küchenbrigade einstellte. Die nächsten sieben Jahre arbeitete Gouffé bei Carême und lernte dort die allgemeine Kochkunst sowie die Zubereitung von Gebäck. Später schrieb er: „Ein guter Konditor kann ein ausgezeichneter Koch werden, aber man hört selten, dass ein zum Koch ausgebildeter Mann die Pâtisserie meistert.“ Gouffé beherrschte beide Künste im jungen Alter, was ihm den Weg für eine herausragende Karriere als Koch und Konditor in wichtigen Häusern ebnete.
In der Österreichischen Botschaft in Paris hatte er seine erste Anstellung. Zwischen 1840 und 1855 führte Gouffé ein berühmtes Restaurant in der Rue du Faubourg Saint-Honoré. Später, obwohl Gouffé eigentlich schon im Ruhestand war, forderte Kaiser Napoleon II. ihn immer wieder für Bankette an, und Alexandre Dumas und Baron Brisse gelang es, ihn zu überzeugen, Chefkoch im Jockey Club zu werden.
1867 übernahm er die Küche des bekannten Jockey Club in Paris. Er war der Erste, der alle wesentlichen Rezepte der Haute cuisine und der einfachen Hausküche zusammentrug. Sein Livre de cuisine machte ihn berühmt. Gegen Ende seines Lebens schrieb Gouffé eine Reihe von Kochbüchern, in denen er seine eigenen Erfahrungen zusammenfasste, die er nicht nur anderen Köchen, sondern auch Hausfrauen zur Verfügung stellen wollte.

## Werke
- Le Livre de Cuisine : comprenant la cuisine de ménage et la grande cuisine avec 25 planches imprimées en chromolithographie et 161 gravures sur bois dessinées d'après nature par E. Ronjat, Paris, Librairie Hachette (1867) (englische Onlineversion)
- Le Livre de Pâtisserie : Ouvrage contenant 10 planches chromolithographiques et 137 gravures sur bois d'après les peintures à l'huile et les dessins de E. Ronjat, Paris, Librairie Hachette (1873)  (französische Onlineversion)
- Recettes pour préparer et conserver les Viandes et les Poissons salés et fumés, les terrines, les galantines, les légumes, les fruits, les confitures, les liqueurs de famille, les sirops, les petits fours, etc., Paris, Librairie Hachette (1869)  (französische Onlineversion)
- Le Livre de Soupes et des Potages contenant plus de 400 recettes de potages français et étrangers Paris, Librairie Hachette (1875) (französische Onlineversion)